# Royal AM Football Club
Il Royal AM Football Club, meglio noto come Royal AM, è stata una società calcistica sudafricana con sede nella città di Durban.

## Storia
Il Royal AM Football discende dallo Stars FC, poi successivamente rinominato Royal Eagles FC, dopo l'acquisto da parte dell'imprenditrice Shauwn Mkhize insieme al figlio Andile Mpisane, che attualmente detiene il record di presidente più giovane della Premier Division.
La vera storia del Royal AM FC, inizia nel 2019, quando la famiglia Mpisane acquistò il Real Kings FC, ribattezzandolo in Royal AM FC. Il signor Andile Mpisane ha assunto sin da subito la carica di presidente del club, decidendo inoltre di spostare la sede del club nella provincia di KwaZulu-Natal, nel capoluogo di Pietermaritzburg.
Nella stagione 2020-2021 il Royal AM FC ha partecipato al campionato Glad-Africa Championship, campionato di seconda divisione, classificandosi al secondo posto al termine della stagione e così guadagnandosi la promozione diretta in Prima Divisione. Tuttavia, la squadra non ha ricevuto la promozione a causa di irregolarità finanziarie.
Nell'agosto 2021, la proprietà del Royal AM ha acquisito la proprietà del Bloemfontein Celtic, cosa che ha permesso al club di giocare in Prima Divisione per la prima volta nella sua storia.
Nei mesi successivi il club ha anche sviluppato un proprio settore giovanile, creando una formazione under 21 che milita nel Multi Diski Challenge.

## Strutture

### Stadio
Disputa le proprie partite casalinghe al Chatsworth Stadium di Durban.

## Palmarès

### Altre competizioni
- Second Division:

Finalista 2015-2016

## Organico

### Rosa 2024-2025
Rosa e numerazione aggiornate al 16 agosto 2024.
| N. |                      | Ruolo | Calciatore       |
| -- | -------------------- | ----- | ---------------- |
| 5  | Sudafrica (bandiera) | C     | Jeffrey Dlamini  |
| 6  | Sudafrica (bandiera) | C     | Shadrack Kobedi  |
| 8  | Sudafrica (bandiera) | A     | Jabulani Ncobeni |
| 9  | Sudafrica (bandiera) | A     | Mxolisi Macuphu  |
| 12 | Sudafrica (bandiera) | C     | Kabelo Mahlasela |
| 13 | Sudafrica (bandiera) | D     | Lesego Manganyi  |
| 14 | Sudafrica (bandiera) | D     | Thabo Matlaba    |
| 16 | Camerun (bandiera)   | P     | Hugo Nyamé       |
| 17 | Sudafrica (bandiera) | A     | Shaune Mogaila   |
| 18 | Sudafrica (bandiera) | A     | Sanele Radebe    |
| 19 | Sudafrica (bandiera) | D     | Sello Matjila    |
| 21 | Ghana (bandiera)     | A     | Godfred Nyarko   |
| 24 | Sudafrica (bandiera) | D     | Thato Lingwati   |
| 25 | Sudafrica (bandiera) | P     | Mondli Mpoto     |

| N. |                      | Ruolo | Calciatore        |
| -- | -------------------- | ----- | ----------------- |
| 26 | Sudafrica (bandiera) | C     | Sbusiso Magaqa    |
| 28 | Sudafrica (bandiera) | D     | Sikhethele Mabuza |
| 29 | Sudafrica (bandiera) | D     | Mlungisi Sikakane |
| 30 | Sudafrica (bandiera) | A     | Ruzaigh Gamildien |
| 31 | Sudafrica (bandiera) | D     | Ayanda Jiyane     |
| 33 | Lesotho (bandiera)   | A     | Sera Motebang     |
| 34 | Sudafrica (bandiera) | C     | Mfundo Thikazi    |
| 38 | Sudafrica (bandiera) | A     | Levy Mashiane     |
| 40 | Sudafrica (bandiera) | D     | Philani Cele      |
| 43 | Sudafrica (bandiera) | C     | Shane Roberts     |
| 44 | Sudafrica (bandiera) | D     | Sabelo Sithole    |
| 45 | Sudafrica (bandiera) | A     | Sedwyn George     |
| 46 | Sudafrica (bandiera) | C     | Moffat Mdluli     |
| 77 | Sudafrica (bandiera) | C     | Hopewell Cele     |